# Пункт назначения 5
«Пункт назначения 5» (англ. Final Destination 5) — фильм ужасов, пятая часть франшизы в одноимённой серии о сверхъестественном, а также приквел к первому фильму. Режиссёром фильма является Стивен Куэйл, а сценаристом — Эрик Хайссерер, за плечами которого работа над сценарием ремейка фильма «Кошмар на улице Вязов». Съёмочный процесс начался в конце августа 2010 года. Главную женскую роль сыграла Эмма Белл, а мужскую — Николас Д’Агосто. В фильм также вернулся актёр Тони Тодд, который сыграл в первых двух частях работника морга по имени Уильям Бладворт. Премьера фильма состоялась 12 августа 2011 года в США.

## Сюжет
Сэм Лоутон вместе со своими коллегами направляется на корпоративный тренинг. Когда их автобус проезжает по мосту Норт-Бэй, у Сэма возникает видение, что сильный ветер приведет к обрушению моста, в результате чего погибнут все, кроме его бывшей девушки Молли Харпер, которую ему удастся благополучно переправить через мост. Запаниковав, он уговаривает Молли, своих друзей Нейтана Сирса и Питера Фридкина, подругу Питера Кэндис Хупер, своего босса Дэнниса Лэпмана и коллег Оливию Касл и Айзека Палмера уйти как раз перед тем, как мост действительно обрушился. После допроса агентом ФБР Джимом Блоком выжившие посещают поминальную службу по своим погибшим коллегам, где за ними наблюдает коронер Уильям Бладворт.
Позже Кэндис погибает во время тренировки в спортзале от цепной реакции, в результате которой она падает с брусьев и ломает позвоночник. На следующий день во время сеанса иглоукалывания в китайском спа-салоне Айзеку разбивает голову упавшая статуя Будая. Бладворт, который присутствовал при обеих смертях, говорит оставшимся в живых, что если они хотят обмануть Смерть, они должны убить кого-то, кому не суждено было умереть на мосту, и тем самым забрать себе оставшееся этому человеку время жизни. Вскоре после этого Сэму и Молли не удается спасти Оливию, которая падает из окна и разбивается насмерть в клинике глазной хирургии. Сэм осознает, что выжившие умирают в том порядке, в каком они должны были умереть на мосту, и понимает, что следующим будет Нейтан.
Нейтан, вернувшийся на завод, случайно убивает своего коллегу Роя Карсона во время ссоры. Он передает эту информацию оставшимся в живых, которые считают, что Нейтан, вероятно, отнял у Роя оставшуюся жизнь. Когда Деннис прибывает, чтобы расспросить о случившемся, гаечный ключ, пущенный шлифовальной машиной, разбивает ему лицо и убивает его. В тот же вечер Сэм и Молли возобновляют свои отношения в ресторане, где работает Сэм. Питер, который стал неуравновешенным после смерти Кэндис, прерывает свидание и решает убить Молли, чтобы забрать её жизнь себе. После того, как Питер достает пистолет, Сэм и Молли убегают на кухню, а Блок слышит выстрелы снаружи и входит в ресторан, но Питер убивает его. Он пытается убить Молли и Сэма, чтобы устранить свидетелей, но Сэм убивает Питера вертелом для мяса, чтобы спасти Молли.
Две недели спустя Сэм и Молли садятся в самолёт, летящий в Париж. Прежде чем занять свои места, они замечают драку между старшеклассниками Картером Хортоном и Алексом Браунингом; обоих выводят из самолёта вместе с учительницей мисс Лутон и несколькими сокурсниками, выясняется, что самолёт, на который сели герои — рейс 180 авиакомпании Volée Airlines. Во время взлета Сэм узнает о видении Алекса из разговора стюардессы с пассажиром. Он понимает, что им с Молли уже слишком поздно спасаться, и они оба погибают вместе с остальными пассажирами в результате последовавшего взрыва. На поминках Роя Нейтан узнает от коллеги о вскрытии тела Роя и обнаружении у него аневризмы сосудов головного мозга, которая в любом случае привела бы к его скорой смерти. Когда коллега покидает бар, шасси от самолёта пробивает крышу и убивает Нейтана.

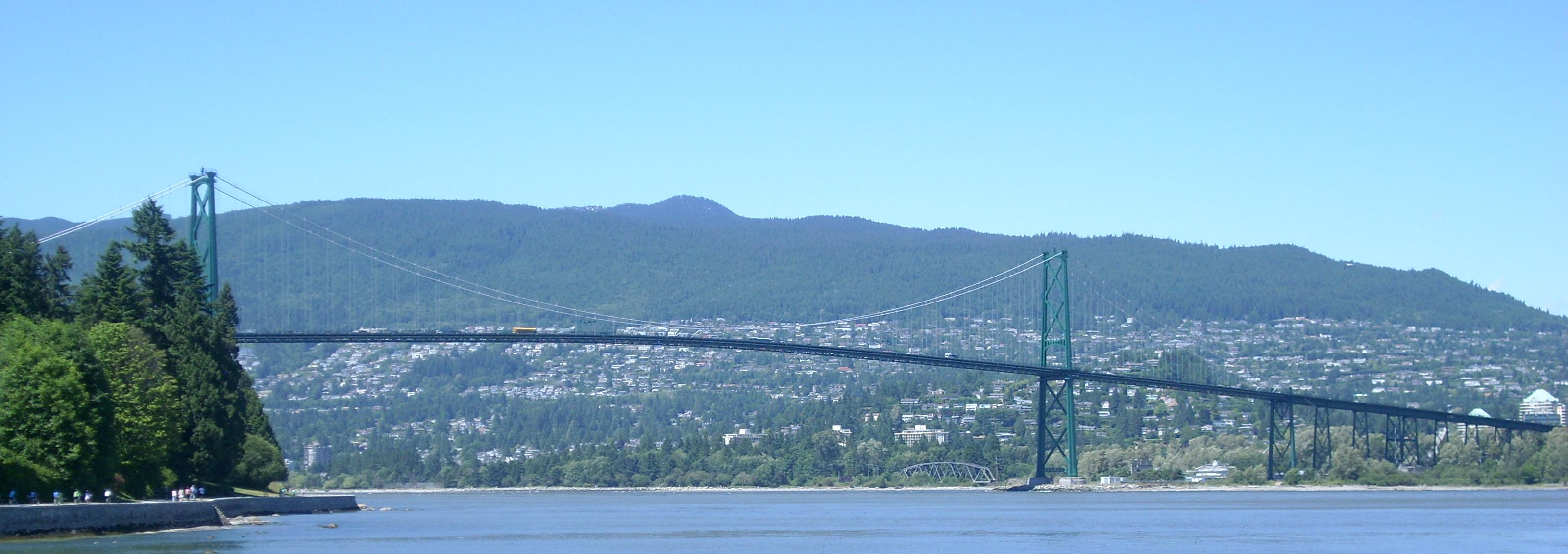
Мост «Lions Gate» в Ванкувере, на котором произошло крушение в фильме

## В ролях
- Николас Д’Агосто — Сэм Лоутон, основной герой фильма.
- Эмма Белл — Молли Харпер, бывшая девушка Сэма.
- Арлен Эскарпета — Нэйтан Сирс, лучший друг Сэма.
- Жаклин Макиннес Вуд — Оливия Кастл, друг и коллега Сэма.
- Майлз Фишер — Питер Фридкин, старший коллега Сэма, парень Кэндис.
- Эллен Ро — Кэндис Хупер, гимнастка, встречающаяся с Питером.
- Дэвид Кокнер — Деннис Лэпман, босс Сэма (директор отдела продаж).
- Кортни Б. Вэнс — Джим Блок, агент ФБР.
- П. Дж. Бирн — Исаак Палмер, коллега Сэма.
- Брент Стейт — Рой Карсон, давний работник фабрики.
- Тони Тодд — Уильям Бладворт, коронер.
- Барклей Хоуп — доктор Леонетти из центра лазерной коррекции зрения.
- Роман Подхора — Джон, работник фабрики, коллега Нэйтана и Роя.
- Майк Допуд — шеф повар в ресторане, где работал Сэм.
- Девон Сава — Алекс Браунинг (в титрах не указан), выпускник школы Маунт Эбрэхам, один из выживших пассажиров рейса 180.

## Саундтрек
Музыку к этому фильму как и к четвёртой части написал Брайан Тайлер (англ. Brian Tyler):
1. Main Title [3:47]
2. Fates Bridge [6:31]
3. Repercussions [4:06]
4. Kill Or Be Killed [4:30]
5. Cheating Death [2:13]
6. Bludworth [2:43]
7. Death’s Work [10:12]
8. Olivia [1:35]
9. Eye Can’t See So Good [4:16]
10. The Gift Certificate [2:50]
11. Meet the Gang [1:10]
12. Hook in Mouth [2:09]
13. Isaac’s Got a Point [2:08]
14. Recognition [0:59]
15. Mystery [2:47]
16. Bend Over Backwards [4:38]
17. The Order of Death [7:20]
18. Plans Within Plans [3:45]
19. Infinite Finale [1:31]

В фильме также звучали песни:
- Kansas — Dust in the Wind
- Everclear — I Will Buy You A New Life
- AC/DC — If You Want Blood (You’ve Got It)
- Terry Poison — Girl On The Run